# Corinna (cràter)
Corinna és un cràter d'impacte en el planeta Venus de 19,2 km de diàmetre. Porta el nom de Corinna (fl. 490 aC), poetessa grega, i el seu nom va ser aprovat per la Unió Astronòmica Internacional el 1994.